# Cangkring (Karanganyar)
Cangkring is een bestuurslaag in het regentschap Demak van de provincie Midden-Java, Indonesië. Cangkring telt 4703 inwoners (volkstelling 2010).